# Dina Birte Al-Erhayem
Dina Al-Erhayem (2. oktober 1975 - 29. december 2019) var en dansk skuespiller med dansk-irakisk baggrund. Hun var opvokset i Gilleleje som barn af en dansk mor og en irakisk far og havde tre ældre søskende. Hun var uddannet skuespiller fra Århus Teater i 2003. Hun var studievært på DR2´s ugentlige trosmagasin Univers og var i 2014 vært på Dinas Talkshow på Dk4. I december 2014 kom Ole Stephensen til som medvært, hvorefter titlen blev Dinas og Oles Talkshow.
Udover sit arbejde som skuespiller og talkshowvært var Dina en efterspurgt konferencier og sanger. Hun udgav CD´en "Se min kjole". Hun optrådte tidligere også som stand-up-komiker. Dinas filmdebut var novellefilmen Istedgade (2006) instrueret af Birgitte Stærmose.
Kort før sin død fortalte Dina Al-Erhayem om sin religiøse udvikling fra ateist og buddhist til kristen.

## Ekstern henvisning
- Officiel hjemmeside
- Dina Birte Al-Erhayem på Internet Movie Database (engelsk)
- Dina Birte Al-Erhayem på Filmdatabasen
- Dina Birte Al-Erhayem på danskefilm.dk
- Dina Birte Al-Erhayem på danskfilmogtv.dk
- Dina Birte Al-Erhayem på danskfilmogtv.dk
- Dina Birte Al-Erhayem på The Movie Database (engelsk)

|  | Artiklen om skuespilleren Dina Birte Al-Erhayem kan blive bedre, hvis der indsættes et (bedre) billede. Du kan hjælpe ved at uploade et godt billede til Wikimedia Commons iht. de tilladte licenser og indsætte det i artiklen. Eller du kan søge efter eksisterende filer på Wikimedia Commons eller på Flickr - fx med værktøjet Free Image Search Tool. |